# Jakub Podaný
Jakub Podaný (* 15. června 1987, Přerov) je bývalý český ofenzivní levý fotbalový záložník či obránce, od srpna 2020 působící v týmu FK Jablonec, kde v roce 2021 ukončil aktivní kariéru. Mimo ČR hrál na klubové úrovni na Slovensku, v Řecku a v Indii. Jeho strýc Petr Podaný byl rovněž prvoligovým fotbalistou. Jeho manželkou je moderátorka ČT Jana Peroutková. Mají spolu dvě děti, Isabel a Johanu.

## Klubová kariéra
Svoji fotbalovou kariéru začal ve Zličíně, odkud v žákovském věku přestoupil do AC Sparta Praha. Ze Sparty hostoval v SK Motorlet Praha (podzim 2002), FK Meteor Praha VIII (podzim 2003), SK Kladno (2005/06).

### AC Sparta Praha
V roce 2008 se propracoval do prvního mužstva Sparty. Po hostování v FK Bohemians Praha a FK Senica se začal prosazovat do A-týmu, kde odehrál v ročníku 2010/11 v základní sestavě celou skupinu Evropské ligy, kdy se Sparta kvalifikovala do jarní fáze Evropské ligy. V osmifinále nakonec vypadla s celkem Liverpool FC po výsledcích 0:0 a 0:1. Na jaře 2012 hostoval v Olomouci, v průběhu sezony 2012/13 odešel na hostování do Teplic a v ročníku 2013/14 hostoval v AEL Kallonis. Po konci indické Superligy se v lednu 2015 zapojil do přípravy svého mateřského klubu AC Sparta Praha. Ve Spartě na jaře 2015 zůstal, ale po skončení ročníku klub definitivně opustil.

### FK Bohemians Praha (hostování)
V létě 2009 odešel na hostování do střížkovských Bohemians Praha, kde působil půl roku a během této doby nastoupil k pěti zápasům, v nichž se střelecky neprosadil.

### FK Senica (hostování)
Před jarní částí sezony 2009/10 odešel hostovat do slovenského klubu FK Senica, která se pro hráče stala prvním zahraničním angažmá. Za slovenské mužstvo odehrál dohromady devět střetnutí, ve kterých gól nevstřelil.

### SK Sigma Olomouc (hostování)
V lednu 2012 odešel na hostování do Sigmy Olomouc, stal se součástí výměny za trenéra Václava Jílka. V Olomouci vyhrál český fotbalový pohár, když ve finále porazili Spartu 1:0. Během svého angažmá vsítil dvě branky v 11 utkáních.

### FK Teplice (hostování)
V srpnu 2012 odešel na další hostování do konce ročníku 2012/13 do klubu FK Teplice, za které během celého svého angažmá ve 20 zápasech vstřelil dvě branky.

### AEL Kallonis (hostování)
V létě 2013 zamířil opět hostovat, tentokrát do Řecka, do mužstva nováčka řecké nejvyšší ligy AEL Kallonis. Nastoupil k 34 zápasům, ve kterých dal jeden gól. V celé sezoně nechyběl v základní sestavě ani jeden zápas a stal se nejvytíženějším hráčem soutěže.

### Atlético de Kolkata (hostování)
V srpnu 2014 Spartu opustil a odešel na hostování do nově zformované indické ligy Indian Super League (ISL), kde byl draftován klubem Atlético de Kolkata. Stal se prvním českým hráčem v ISL, který skóroval, událo se to 16. října 2014 v zápase proti NorthEast United FC, kde v nastaveném čase zvyšoval na konečných 2:0. S Kalkatou slavil 20. prosince 2014 historicky první titul v ISL.

### ŠK Slovan Bratislava
Před ročníkem 2015/16 zamířil do slovenského týmu ŠK Slovan Bratislava, kde podepsal dvouletý kontrakt. V létě 2016 uplatnil klauzuli o uvolnění ze smlouvy a ze Slovanu odešel.

### FK Dukla Praha
V červenci 2016 se vrátil do České republiky, kde se domluvil na smlouvě na dva roky s Duklou Praha.